# 就要愛了嗎
《就要愛了嗎》是台灣歌手蘇慧倫的第七張專輯，在1994年10月1日推出，是她簽滾石唱片全約後第一張大碟。專輯第一主打歌是同名歌曲《就要愛了嗎》，第二主打歌則為與香港歌手杜德偉合唱的《愛你讓我勇敢》。

## 曲目
| 曲序 | 曲名                       | 曲     | 詞            | 編曲   | 附註                                |
| 01   | 就要愛了嗎                 | 周世暉 | 李宗盛 厲曼婷 | 鮑比達 | 第一主打歌 粵語版為《愛的呼應》     |
| 02   | 揮霍寂寞                   | 張宇   | 十一郎        | 洪敬堯 | 第三主打歌                          |
| 03   | 愛你讓我勇敢（杜德偉合唱） | 李振權 | 陳家麗        | 梁伯君 | 第二主打歌 粵語版為《舊情復熾》     |
| 04   | 沒有去過的地方             | 齊秦   | 齊豫          | 黃韻玲 | 第四主打歌 粵語版為《天台上的星光》 |
| 05   | 是你愛得不夠               | 黃建昌 | 厲曼婷        | 梁伯君 |                                     |
| 06   | 甜蜜之旅                   | 黃怡   | 厲曼婷        | 梁伯君 | 粵語版為《自編 自導 自演》          |
| 07   | 我渴望哭泣                 | 陳子鴻 | 王中言        | 鮑比達 |                                     |
| 08   | 離開你的愛                 | 劉志宏 | 諼兒          | 梁伯君 | 粵語版為《窗內窗外》                |
| 09   | 心該走向何方               | 薛忠銘 | 蘇慧倫        | 鍾興民 |                                     |
| 10   | 春天交響曲                 | 李振權 | 陳家麗        | Jeremy |                                     |

## 唱片版本
- CD版
- 錄音帶版